# Старицький Мирослав Григорович
Миросла́в Стари́цький (відомий також як Мирослав Григорович Скала-Старицький; псевдонім Міро Скаля; 13 червня 1909, Скала, нині Скала-Подільська — 17 лютого 1969, м-ко Епіне, передмістя Парижа) — український оперний і камерний співак (тенор), педагог, громадський діяч. Син Григорія Старицького, чоловік Євгенії Ласовської. Срібна медаль м. Парижа за особливі досягнення у мистецтві (1950), Золотий ключ м. Детройта (США) за видатні мистецькі заслуги (1959).

## Життєпис
Народився 13 червня 1909 року в м-ку Скала (нині  селище Скала-Подільська Чортківського району Тернопільської области, Україна).
Навчався в гімназіях у містах Станиславів (нині Івано-Франківськ) та Львів. Закінчив Вищий музичний інститут ім. М. Лисенка (1939) та Українську державну консерваторію (1941) у Львові (нині інститут та консерваторія — Львівська національна музична академія імені Миколи Лисенка) і Музичну академію у Відні (1942).
Працював солістом в українських пересувному театрі імені Івана Тобілевича, трупі Йосипа Стадника, хорі «Думка» (1928-1937); 1939-1941 — соліст Львівського радіо.
Перші ролі виконав у Львівському оперному театрі. Співав 7-а мовами: українською, польською, російською, німецькою, англійською, італійською, французькою на сценах провідних театрів Європи й Америки, зокрема у містах Львів (1941-1942), Кайзерслаутерн (1943-1944, Німеччина), Відень («Folksoper», 1945-1947, Австрія), Мадрид (1948), Барселона («Gran teatro del Liceo», 1948-1949, обидва — Іспанія), Париж («Opera Comique», 1949), Лілль (1949), Бордо, (1949, 1950, усі — Франція), Цюрих (1950, Швейцарія), Брюссель («Theatre Royal de La Monnaie», 1953-1963, нині Бельгія), Сан-Франциско (1959, США).
1940-1960 — виступав із сольними концертами у містах Берлін, Мюнхен (обидва — Німеччина), Прага (Чехія), Відень, Зальцбурґ, Інсбрук (Австрія), Париж, Нью-Йорк, Детройт, Клівленд, Філадельфія, Чикаго (всі — США), Ванкувер, Вінніпег, Едмонтон, Монреаль, Оттава, Торонто (всі — Канада), Единбург, Лестер, Лондон, Манчестер, Ноттінгем (усі — Велика Британія) та інших, на сценах в Алжирі, Марокко, Тунісі.
1963 організував власну музично-драматичну студію, де навчав співу українців. Діяльний у громадсько-мистецькому житті української еміграції, автор сценаріїв, промовець на патріотичних імпрезах.
Виконував українські народні пісні, камерні твори українських і зарубіжних композиторів.
Записав 9 грамплатівок у США і Канаді.
Помер у Парижі.

## Оперні партії
- Андрій («Запорожець за Дунаєм» С. Гулака-Артемовського),
- Петро, Микола («Наталка Полтавка «М. Лисенка),
- Андрій («Катерина» М. Аркаса),
- Фавст і Ромео («Фавст» і «Ромео і Джульєта» Шарля Ґуно),
- кн. з Мантуї і Альваро («Ріґолетто» і «Сила призначення» Джузеппе Верді),
- Шеньє («Андре Шеньє» У. Джіордано),
- Рудольф, Каварадоссі, Пінкертон («Богема», «Тоска», «Мадам Батерфляй» Джакомо Пуччіні).

## Відзнаки
- Срібна медаль м. Парижа за особливі досягнення у мистецтві (1950),
- Золотий ключ м. Детройт (США) за видатні мистецькі заслуги (1959).

## Вшанування
Іменем Скала-Старицького названо вулицю та школу в Скала-Подільській, на якій встановлено меморіальну таблицю (1995), вулицю в м. Борщів, вулицю в селищі Дубляни Львівської області.
11 січня 2020 на центральній площі  в Скала-Подільській земляки урочисто відкрили пам’ятник М. Скала-Старицькому.  
Про Скала-Старицького йдеться у книзі Богдана Петраша «Тенор з Божої ласки» (Т., 1999).